# Ramona Farcău
Ramona Farcău (født Maier i 14. juli 1979 i Zalău, Rumænien) er en tidligere kvindelig rumænsk håndboldspiller, de optrådte for Rumæniens kvindehåndboldlandshold.
Hun deltog under Sommer-OL 2008 i Beijing, hvor hun blev turneringens topscorer med 56 mål, samt en plads på All Star-holdet. Hun deltog også ved Sommer-OL 2000 i Sydney.
Hun spillede for HC Zalău, CS Oltchim Râmnicu Vâlcea, HC Dunărea Brăila, CSM Ploiești og Dinamo Bucuresti

## Meritter
- EHF Champions League:
  - Finalist: 2010
  - Semifinalist: 2009, 2010, 2013
- EHF Champions Trophy:
  - Vinder: 2007
- EHF Cup Winners' Cup:
  - Vinder: 2007
- Verdensmesterskabet:
  - Sølv: 2005